# Кизилташ (присілок)
Кизилта́ш (рос. Кызылташ, башк. Ҡыҙылташ) — присілок у складі Кугарчинського району Башкортостану, Росія. Входить до складу Кугарчинської сільської ради.
До 10 вересня 2007 року називався присілок 3-є Тукатово.